# Кабрал, Рейчел
Рэйчел Энн Кабрал (род. 5 октября 1985 года в долине Кагаян, Тугуэгарао) — филиппинская лучница.
Кабрал представляла Филиппины в стрельбе из лука на летних Олимпийских играх 2012 года. Она прошла 10 дней тренировок в Южной Корее под руководством корейского тренера Чунг Чже Юн. Кабрал соревновалась в женском индивидуальном зачете. Она набрала 627 баллов, что позволило ей занять 48 место из 64 участников. В первом туре она соревновалась с Инной Степановой из России и проиграла.